# Tab Benoit
 (août 2013).
Si vous disposez d'ouvrages ou d'articles de référence ou si vous connaissez des sites web de qualité traitant du thème abordé ici, merci de compléter l'article en donnant les références utiles à sa vérifiabilité et en les liant à la section « Notes et références ».
Pour les articles homonymes, voir Benoit.
Tab Benoit (né le 17 novembre 1967 à Bâton-Rouge, Louisiane) est un guitariste, compositeur et chanteur de blues américain. Il joue sur une Fender Telecaster thinline.
En 2003, il crée Voice of the Wetlands, une association de protection et d'information de la côte de Louisiane.

## Discographie
- 1993 - Nice and Warm
- 1994 - What I Live For
- 1995 - Standing on the Bank
- 1997 - Swampland Jam
- 1998 - These Blues are All Mine
- 1999 - Homesick for the Road
- 2002 - Wetlands
- 2002 - Whiskey Store
- 2003 - Sea Saint Sessions
- 2004 - Whiskey Store Live
- 2005 - Fever for the Bayou
- 2005 - Voice of the Wetlands
- 2006 - Brother to the Blues
- 2007 - Power of the Pontchartrain
- 2008 - Night Train To Nashville
- 2011 - Medicine
- 2011 - Box of Pictures – Voice of the Wetlands Allstars
- 2012 - Legacy: The Best Of